# 上海真如环宇城MAX
上海真如环宇城MAX又稱中海环宇城MAX，是位於中國上海市普陀區真如鎮曹杨路铜川路交叉口（上海轨道交通11号线和上海轨道交通14号线真如站上盖）的一個購物中心。总面积超32万平方米。由中海地产和普陀区国资企业中环集团联合投資。

## 歷史
2023年12月22日，上海真如环宇城MAX開業。開業後入住的山姆会员商店是上海市市區內的第一家山姆會員商店。入住的還有博纳影业旗下的博悦汇影院。